# Siège de Zierikzee
Guerre de Quatre-Vingts Ans
Batailles
- Chronologie de la guerre de Quatre-Vingts Ans
- Valenciennes
- Austruweel
- Rheindalen
- Heiligerlee
- Jemmingen
- Jodoigne
- Brielle
- 1er Flessingue
- Malines
- Goes
- Mons
- Haarlem
- 2e Flessingue
- Borsele
- Zuiderzee
- Alkmaar
- Leyde
- Reimerswaal
- Mook
- Lillo
- Zierikzee
- 1er Anvers
- 1er Bréda
- Gembloux
- Rijmenam
- 1er Deventer
- Maastricht
- 2e Bréda
- Açores
- 2e Anvers
- 3e Anvers
- Boksum
- Zutphen
- 1er Berg-op-Zoom
- Gravelines
- 3e Bréda
- 2e Deventer
- Groningue
- Huy
- 1er Groenlo1
- 2e Groenlo
- Turnhout
- Nieuport
- Ostende
- L'Écluse
- 3e Groenlo
- Saint-Vincent
- Gibraltar
- Saint-Vincent (1621)
- 2e Berg-op-Zoom
- 4e Bréda
- 4e Groenlo
- Matanzas
- Bois-le-Duc
- Abrolhos
- Slaak
- Maastricht
- 5e Bréda
- Cabañas
- Calloo
- Les Downs
- Saint-Vincent (1641)
- Hulst
- Cavite

Le siège de Zierickzee est un des sièges intervenus lors de la guerre de Quatre-Vingts Ans. En 1576, à l'issue du siège, les Espagnols prirent aux troupes zélandaises le port de Zierikzee, dans les Pays-Bas espagnols.

## Antécédents
En mai 1575, Philippe II d'Espagne était fatigué par le conflit des Pays-Bas espagnols, car il perdait beaucoup d'argent à cause de cette guerre. Il décida d'engager des conversations de paix avec les rebelles protestants. Il acceptait que les tercios espagnols se replient sur leurs positions, mais il ne tolérait pas que les protestants soient présents sur son territoire : ils devaient se convertir au catholicisme. Comme pour le roi, les questions religieuses étaient plus importantes que l'argent ou l'armée, et que ni les uns ni les autres n'arrivaient à un accord dans le domaine de la religion, la paix ne put s'établir.
Donc le roi donna l'ordre à Luis de Requesens, gouverneur des Pays-Bas espagnols, d'entreprendre une grande offensive contre la province de Zélande, avec l'objectif de prendre un port rebelle afin de pouvoir faire parvenir par bateau des approvisionnements depuis l'Espagne. Luis de Requesens décida de prendre le port de Zierickzee, situé sur l'île de Schouwen, sur la rive gauche de l'Escaut.

## Le siège
Zierickzee était un nouveau test pour les tercios; depuis 1572, les hollandais avaient défendu la forteresse vaillamment et l'avaient renforcée chaque fois un peu plus, construisant de nouvelles fortifications.
Il fallait en premier prendre un fortin qui était construit sur l'île de Bommenze. L'attaque était commandée par le maître de camp Sancho d'Avila. On dit qu'un mousquetaire appelé Toledo, rengaina son épée, prit une rondache et se lança à l'assaut de l'ennemi retranché derrière les murailles; ses camarades, en voyant cela, firent de même et c'est ainsi que survint l'assaut contre le fortin; après six heures de combat, les espagnols avaient tué tous les rebelles hollandais. Les espagnols perdirent une centaine d'hommes, sans compter les blessés
Le fortin de Bommenze pris, les hollandais se trouvèrent en difficulté et rompirent les digues voisines pour noyer tout le territoire. Les espagnols, malgré tout, bloquèrent la cité. Guillaume d'Orange essaya plusieurs fois de briser l'encerclement pour amener des approvisionnements et des vivres aux assiégés, mais il échoua.
À la fin, la garnison de la cité, perdit toute espérance d'obtenir de l'aide de l'extérieur et décida de se rendre en payant 200 000 florins pour pouvoir sortir en gardant la vie sauve.

## Sources
- (es) Cet article est partiellement ou en totalité issu de l’article de Wikipédia en espagnol intitulé « Batalla de Zierikzee » (voir la liste des auteurs).